# Friedrich Beckmann

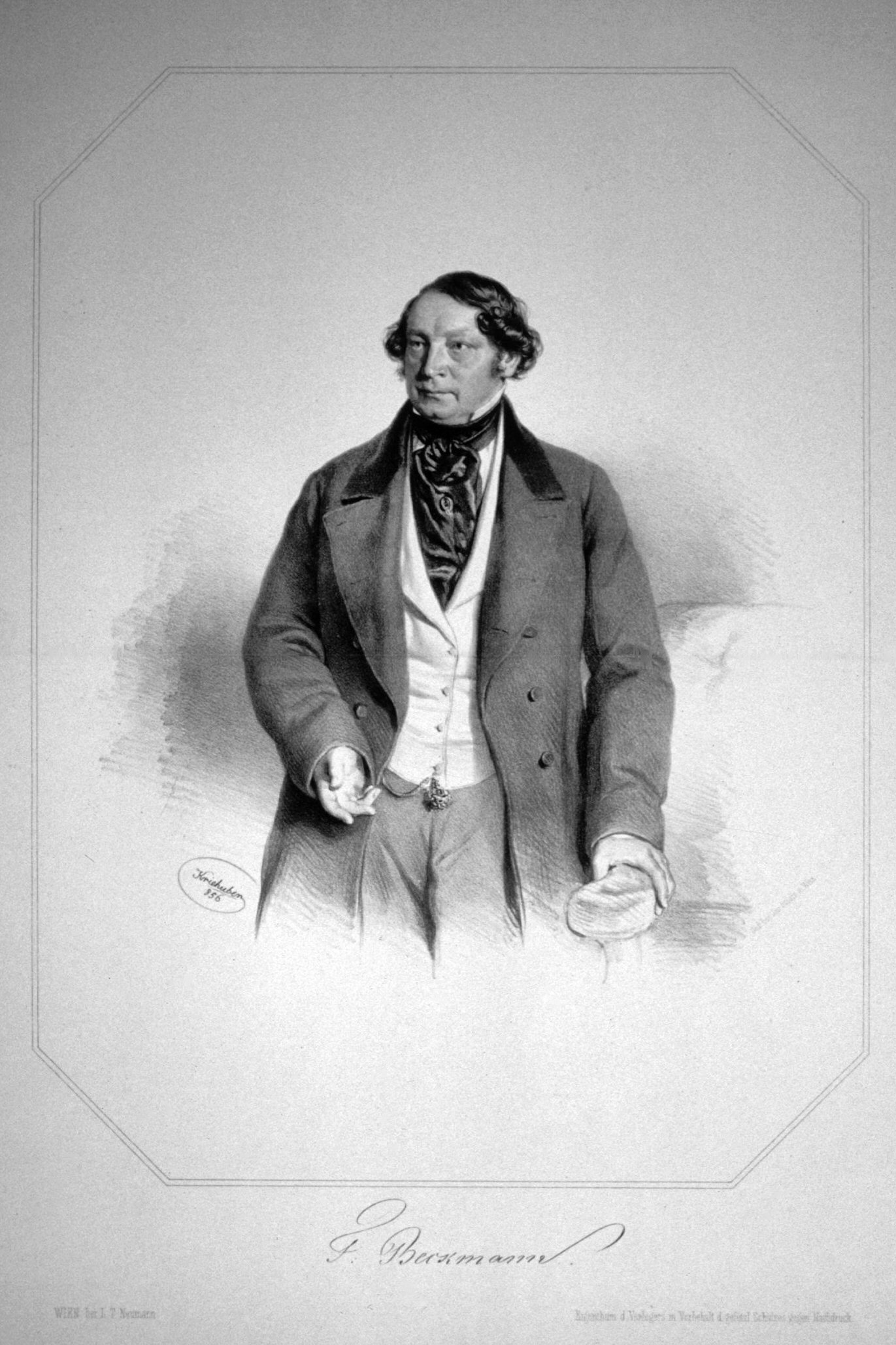
Friedrich Beckmann 1856, litografi av Josef Kriehuber.

Friedrich (Fritz) Beckmann, född 13 januari 1803 och död i Wien 7 september 1866, var en tysk skådespelare.
Beckman var som folklig lokalkomiker Berlinpublikens favorit och utvecklade sig efter anställning 1846 vid Burgteatern i Wien till en betydande karaktärskomiker såväl i modern som klassisk repertoar. Bland hans roller märks Falstaff i Henrik IV. Han änka testamenterade 1885 sin efterlämnade förmögenhet till en nödhjälpsfond (Friedrich Beckmann-Stiftung) för behövande tysktalande sceniska artister och författare.